# Paul O. Williams
Paul Osborne Williams (* 17. Januar 1935 in Chatham, New Jersey; † 2. Juni 2009 in Hayward (Kalifornien)) war ein US-amerikanischer Science-Fiction-Autor.

## Leben
Paul O. Williams wuchs in Elsah (Illinois) auf, wohin seine Familie früh gezogen war, und schloss dort auch das College mit einem B.A. ab, ehe er Englisch an der University of Pennsylvania studierte. Danach promovierte er 1962 und lehrte an der Duke University. Dann kehrte er in seine Heimatstadt zurück und war genau an der Schule Professor für Englisch und Literatur, die er selbst als Kind besucht hatte, dem Principia College. Er gründete die Historic Elsah Foundation, die sich der Erforschung der regionalen Geschichte widmete, und leitete ein Heimatmuseum. Neben Publikationen zur örtlichen Geschichte ist er auch Verfasser von Gedichten in der Tradition von Haiku und Senryū sowie Büchern über die Dichtkunst des Haiku und war Präsident der Haiku Society of America.
Er starb 2009 an einer Aortendissektion.

## Werk
Der Pelbar-Zyklus handelt tausend Jahre nach einem Atomkrieg, der große Teile Nordamerikas verwüstet hat, von der matriarchalisch regierten Stadt Pelbar am Heartfluss, ehemals als Mississippi bekannt – recht genau erkennbar dort, wo in der Realität Elsah liegt. Als die Zivilisation sich langsam wieder über den Kontinent ausbreitet, müssen die Machthaber Pelbars feststellen, dass es auch in anderen Regionen der Welt menschliche Gemeinschaften gibt, und dass diese sich stark von Pelbar unterscheiden. Während das immer noch kontaminierte Land nach und nach erkundet wird (hier verwendet Williams viel von seinem Wissen über die Geschichte des amerikanischen Mittelwestens), müssen sich die Bewohner Pelbars mit feindlichen Gruppierungen wie Sklavenhaltern auseinandersetzen und sich Verbündete unter den Nomaden suchen. Die siebenbändige Romanreihe wurde viel beachtet, von Irene Holicki ins Deutsche übersetzt und erlebte 2005/06 eine Neuauflage. Die beiden fertiggestellten Bände der Gorboduc-Reihe (eine Space Opera) wurden noch nicht ins Deutsche übersetzt.

### Pelbar-Zyklus
Alle übersetzt von Irene Holicki.
- The Breaking Of Northwall, Del Rey / Ballantine 1981, ISBN 0-345-29259-6
  - Die Zitadelle von Nordwall, Heyne 1985, ISBN 3-453-31121-3
- The Ends Of The Circle, Del Rey / Ballantine 1981, ISBN 0-345-29551-X
  - Die Enden des Kreises, Heyne 1985, ISBN 3-453-31122-1
- The Dome In The Forest, Del Rey / Ballantine 1981, ISBN 0-345-30087-4
  - Die Kuppel im Walde, Heyne 1985, ISBN 3-453-31129-9
- The Fall Of The Shell, Del Rey / Ballantine 1982, ISBN 0-345-30595-7
  - Der Fall der Muschel, Heyne 1985, ISBN 3-453-31138-8
- An Ambush Of Shadows, Del Rey / Ballantine 1983, ISBN 0-345-31051-9
  - Ein Hinterhalt der Schatten, Heyne 1985, ISBN 3-453-31161-2
- The Song Of The Axe, Del Rey / Ballantine 1984, ISBN 0-345-31658-4
  - Das Lied der Axt, Heyne 1985, ISBN 3-453-31169-8
- Sword Of Forbearance, Del Rey / Ballantine 1985, ISBN 0-345-32504-4
  - Das Schwert der Geduld, Heyne 1986, ISBN 3-453-31353-4

### Gorboduc-Romane
- The Gifts of the Gorboduc Vandal, Del Rey / Ballantine 1989, ISBN 0-345-35597-0
- The Man from Far Cloud, Terminus Books 2004, ISBN 0-9722893-4-8

### Haiku
- The Edge of the Woods. 55 Haiku, 1968
- Tracks on the River, 1982
- Growing in the Rain, 1991
- Outside Robins Sing. Selected Haiku, 1999
- The Nick of Time. Essays on Haiku Aesthetics, 2001

## Preise und Auszeichnungen
- John W. Campbell Award als bester Nachwuchsautor 1983